# Turbojugend

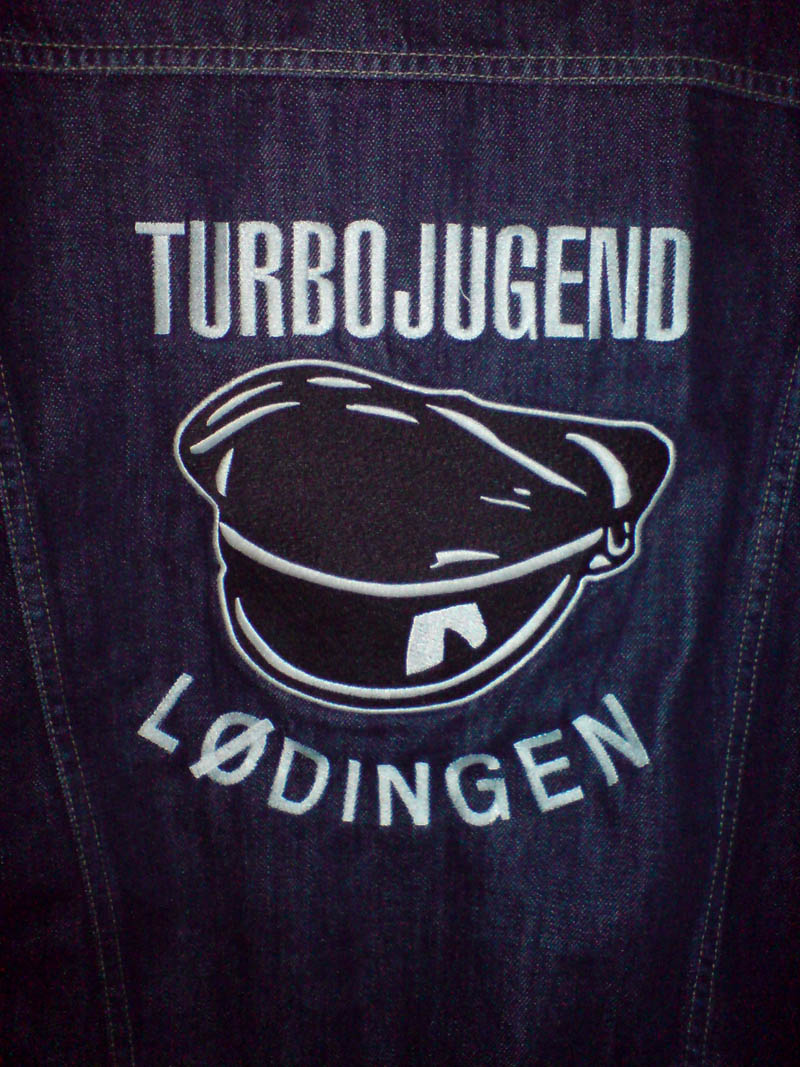

Die Turbojugend ist ein weltweiter Fanclub der norwegischen Band Turbonegro. 2007 wuchs die Zahl ihrer regionalen Mitgliederclubs, offiziell „Chapter“ genannt, auf über 2.000 an. Zu erkennen sind die Mitglieder der Turbojugend an ihren bestickten Jeansjacken, auch „Kutten“ genannt.

## Geschichte
Es begann im Jahre 1996, als Turbonegro ein Konzert im Klubhaus des FC St. Pauli gab, woraufhin Bela B. 15 Aufnäher mit der Aufschrift TJ St. Pauli anfertigen ließ. Drei Jahre später (1999) – Turbonegro hatten sich seinerzeit aufgelöst – erwarb das Hamburger Plattenlabel Bitzcore diverse Rechte an Turbonegro und ließ für sich und dreißig weitere Freunde fünfzig Levi’s-Jeansjacken mit der Aufschrift Turbojugend St. Pauli besticken. Die Wahl fiel auf diese Jacken, da Levi’s Turbonegro während ihrer Slim Fit Trucker Jacket-Werbekampagne als Sponsor unterstützten und der sogenannte „Denim Look“ ein Markenzeichen der Band war und ist.
Die TJ St. Pauli-Jacken erregten schnell Aufmerksamkeit, waren aber zum Unmut der stetig wachsenden Turbojugend-Gemeinde nicht käuflich zu erwerben. Daraufhin beschloss Bitzcore, diese Nachfrage durch Turbojugend Oslo-Jacken zu befriedigen, die weltweit versandt wurden. Bald darauf wurde die Produktion der Jacken auf jegliche Städtenamen ausgeweitet. Mit dem steigenden Kult um die Band wuchs auch die Zahl der Turbojugenden, was selbst der zu dieser Zeit aufgelösten Band Turbonegro nicht verborgen blieb. Diese Tatsache und die 2001 erschienene Zusammenstellung von Coverversionen „Alpha Motherfuckers“ mit vielen internationalen Künstlern wie Queens of the Stone Age, Bela B. und HIM, unter anderem auf Bitzcore, führten nach der erfolgreichen Therapie des Sängers Hank von Helvete zum Comeback der Band im Jahre 2002.

## Verhältnis der Band Turbonegro zur Turbojugend

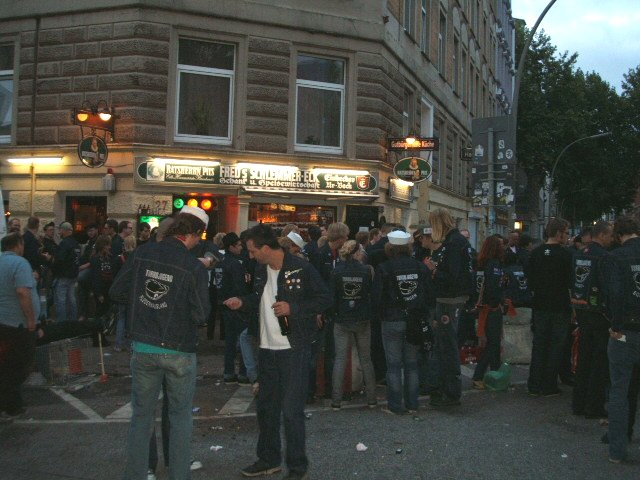
Turbojugendliche vor dem semi-offiziellen Hauptquartier „Fred’s Schlemmereck“

Turbonegro und die Turbojugend fördern sich gegenseitig und tragen gegenseitig zur jeweiligen Popularität bei. Happy Tom beschreibt das Verhältnis der Band zur Turbojugend folgendermaßen: 

“The Turbojugend is a Frankenstein’s Monster, that we created and now it is out of control.”

„Die Turbojugend ist ein Frankenstein-Monster, das wir erschufen, und nun ist es außer Kontrolle.“

## Symbolik und Gesinnung
Das Logo der Turbojugend, die Lederkappe, wurde von Turbonegro gewählt, weil Homosexualität das einzige war, womit die von Black Metal geprägte Musikszene des Heimatlandes von Turbonegro, Norwegen, provozierbar war. Ähnlich dem Punk ist das Erscheinungsbild der Turbojugend provokativ, sie ist jedoch in der Außenwirkung und im Auftritt als Fanclub weitgehend unpolitisch.
Der Turbojugend gehören männliche wie weibliche Mitglieder aus den unterschiedlichsten Ländern, Kulturen sowie sozialen Milieus und Schichten an.

## Kutte
Die offizielle Jacke der Turbojugend wird auch als Kutte bezeichnet. Diese ist eine bestickte Denim-Jacke mit dem jeweiligen Chapter-Namen der Turbojugend sowie der Lederkappe auf der Rückseite und dem selbstgewählten Warriornamen auf der Vorderseite der Kutte. Man darf immer nur eine Kutte der Jugend tragen, in der man auch Mitglied ist. Eine Kutte muss zu Veranstaltungen der Jugend, wie zum Beispiel Konzerten, getragen werden, so dass man als Mitglied der Turbojugend erkennbar ist.
Die Kutte darf niemals gewaschen werden, es sei denn, sie wurde durch Erbrochenes verunreinigt – hier ist dann eine leichte Reinigung der Kutte erlaubt. Auch ist es erlaubt, mit der gesamten Kutte Baden zu gehen, dies sollte aber immer das letzte Mittel der Wahl sein. Sollte die Kutte zu sehr riechen, darf man zum Erfrischen ein Duftspray benutzen. Einige Jugenden nutzen hier auch Wunderbäume.
Es ist gängige Praxis geworden, dass die Kutten mit Ansteckern und Aufnähern anderer Turbojugend-Chapter verziert werden. Bei Konzerten werden diese getauscht, was nicht zuletzt auch den Kontakt der Jugenden untereinander fördert und ein besonderes Gemeinschaftsgefühl aufkommen lässt.

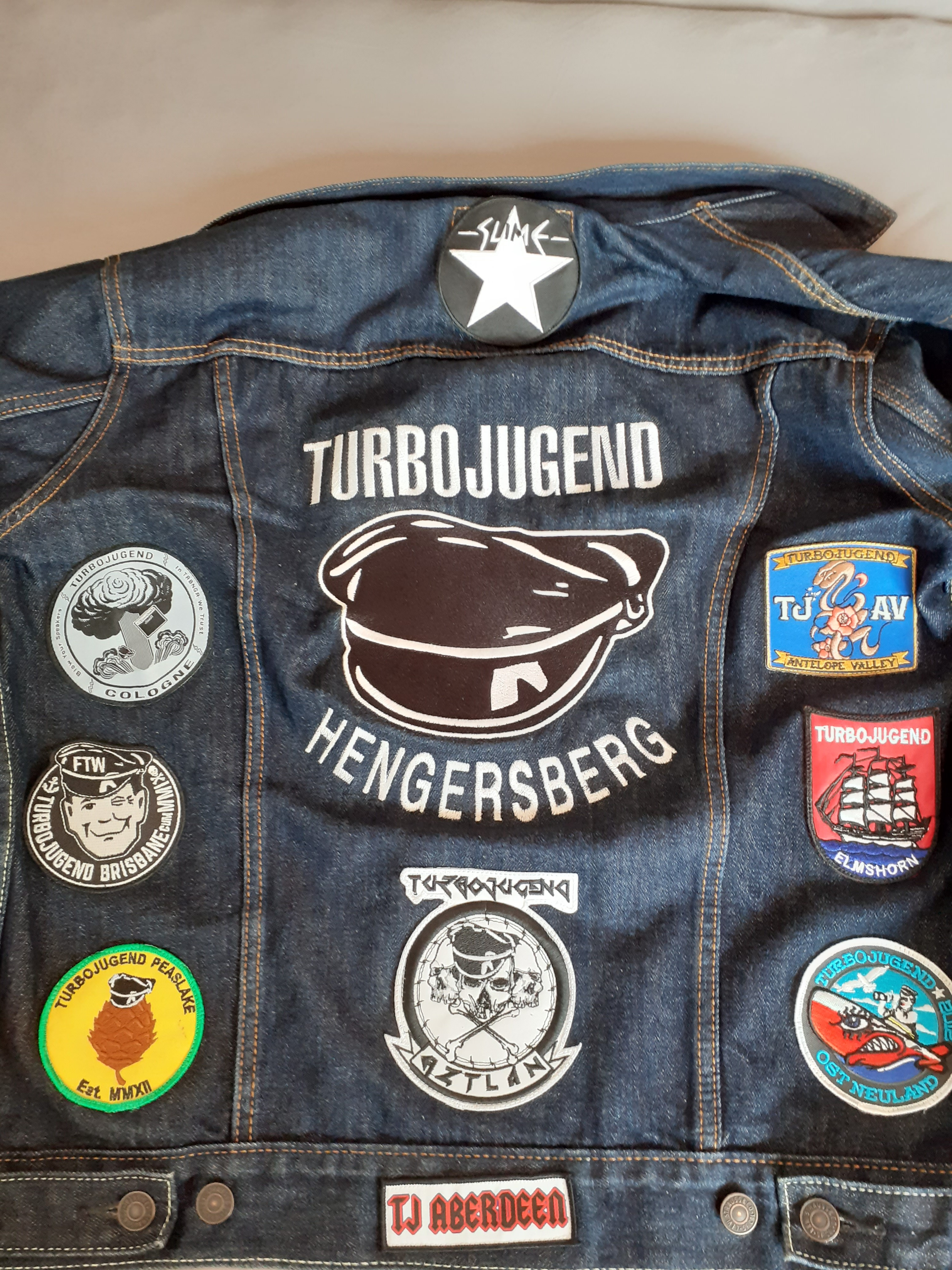
Kutte der Turbojugend Hengersberg. Darauf Aufnäher anderer Turbojugenden.

Oft werden an den Kutten verschiedene Accessoires angebracht. Insbesondere bei Anhängern der Psychobilly- oder Rockabilly-Szene findet man oftmals aufgenähte Tiger- und Leopardenfellimitate.
Hinsichtlich dessen, was an die Kutte darf und was nicht, gibt es nur eine Regelung: Es dürfen keine Aufnäher von Motorrad-Clubs angebracht werden.

## Welt-Turbojugend-Tage (WTJT)

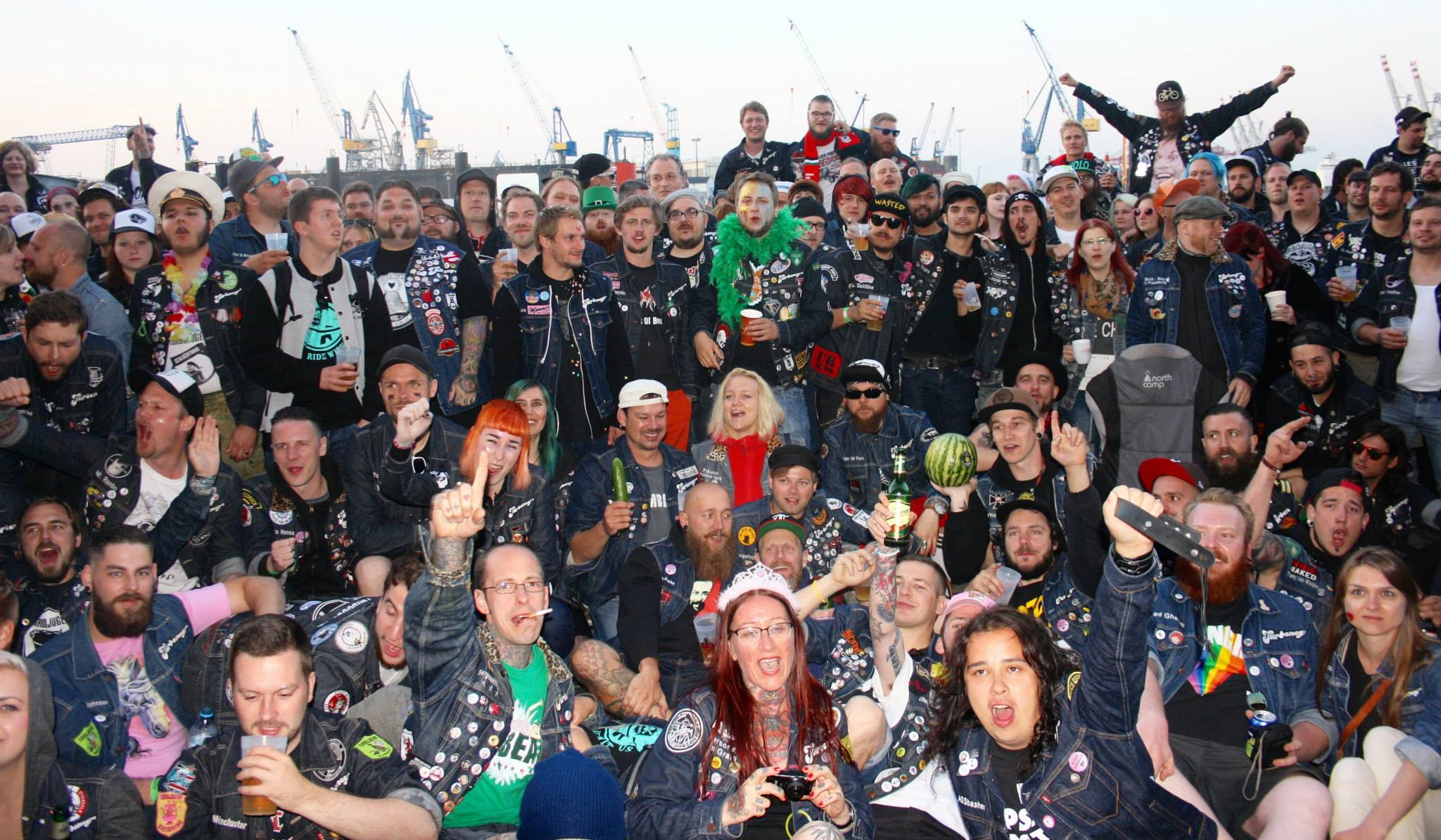
Gruppenfoto am Altonaer Fischmarkt

Einmal jährlich treffen sich seit 2004 die Chapter der Turbojugend in St. Pauli, um gemeinsam ein Wochenende lang zu feiern. Anlässlich dieser Welt-Turbojugend-Tage treten verschiedene Rockbands auf. Am zweiten Veranstaltungstag der zweiten Welt-Turbojugend-Tage spielte Turbonegro.
Mittlerweile zur Tradition geworden ist das sonntägliche Treffen auf dem Altonaer Fischmarkt, wo die WTJT einen inoffiziellen Abschluss finden.

## Namen der Jugenden und Warrior Names
Die Bezeichnung der jeweiligen Turbojugend ist frei wählbar. Von der TJ Anette’s Rosette bis zur TJ Astra (Bier) oder TJ Bruce Lee sein Grab ist alles möglich. Allerdings nennen sich die Jugenden traditionell nach dem Ort oder der Region, aus der sie stammen, etwa TJ Oslo, oder nach einer Abwandlung des Ortsnamens, etwa TJ Stone Church (aus Steinakirchen), TJ Scibes (aus Scheibbs) oder TJ Hotweiler (aus Ottweiler). Vereinzelt gibt es auch Turbojugenden mit Untertitel, so z. B.: TJ St. Pauli (Mutter aller Jugenden), TJ Allendorf (Tochter aller Jugenden) oder TJ Alkmaar (welcome to Rudi Carellstadt). In Großstädten ist ebenfalls der Name des entsprechenden Ortsteils gebräuchlich („TJ Maxvorstadt“ – für einen Ortsteil von München: München-Maxvorstadt, „TJ Köln-Südstädt“ – für einen Ortsteil von Köln: Köln-Südstadt).
Der sogenannte Warrior Name ist ein wichtiger Teil für die Identität einzelner Mitglieder der Turbojugend. Dieser sollte möglichst einprägsam sein. Präsidenten einer Turbojugend wählen in der Regel einen Namen, der ihre Macht widerspiegelt. Gerne verwendet man hier Abwandlungen bekannter historischer Persönlichkeiten, auch wenn einige davon kontrovers erscheinen wie etwa „Groß-Krux v. Fistmarck“ oder „Fiedhell CASStro“.
Bei den nicht präsidierenden Mitgliedern sind hingegen Namen beliebt, die die Silbe ASS in sich tragen, so wie „LuckyAssAssIn“ oder „PrincASS of Power“.
Jeder Warrior Name ist individuell und einmalig in der gesamten Turbojugend, jedoch sind einige Abwandlungen von bekannten Persönlichkeiten oder Personen zulässig.